# Atsushi Sato
Atsushi Satō, (Japans: 佐藤敦之, Satō Atsushi)  (Aizuwakamatsu, 8 mei 1978) is een Japanse langeafstandsloper. Hij nam eenmaal deel aan de Olympische Spelen, maar won hierbij geen medailles.
In 2002 werd Satō bij het WK halve marathon achtste. Een jaar later veroverde hij op het wereldkampioenschap marathon in Parijs een tiende plaats. In 2004 werd hij vierde op de marathon van Otsu in een persoonlijk record van 2:08.36.
Op het WK halve marathon 2007 in de Italiaanse stad Udine finishte Satō als negende in 1:00.25. Zowel zijn eindtijd als zijn tussentijd op de 15 km van 42.36 waren een nieuw Aziatisch record. Dat jaar werd hij tweede op de marathon van Otsu en derde op de marathon van Fukuoka.
In 2007 trouwde Atsushi Satō met de middellangeafstandsloopster en drievoudig Aziatisch kampioene Miho Sugimori.

## Persoonlijke records
Baan
| Onderdeel | Prestatie | Datum             | Plaats    |
| --------- | --------- | ----------------- | --------- |
| 3000 m    | 8.00,83   | 26 juni 2004      | Shibetsu  |
| 5000 m    | 13.33,62  | 29 april 2004     | Hiroshima |
| 10.000 m  | 27.56,86  | 25 september 2004 | Niigata   |

Weg
| Onderdeel      | Prestatie | Datum           | Plaats  |
| -------------- | --------- | --------------- | ------- |
| 10 km          | 28.05     | 14 oktober 2007 | Udine   |
| 15 km          | 42.36     | 14 oktober 2007 | Udine   |
| 20 km          | 57.24     | 14 oktober 2007 | Udine   |
| halve marathon | 1:00.25   | 14 oktober 2007 | Udine   |
| 25 km          | 1:15.04   | 2 december 2007 | Fukuoka |
| 30 km          | 1:30.05   | 2 december 2007 | Fukuoka |
| marathon       | 2:07.13   | 2 december 2007 | Fukuoka |

## Palmares

### 3000 m
- 2004:  Shibetsu Meeting - 8.00,83

### 5000 m
- 2002: 8e Japanse kamp. in Kanazawa - 13.45,78

### 10.000 m
- 2002:  Japanse kamp. in Kanazawa - 28.33,28
- 2004: 5e Japanse kamp. in Tottori - 28.01,05
- 2005: 6e Japanse kamp. in Tokio - 28.16,72
- 2007: 9e Japanse kamp. in Osaka - 29.11,32
- 2009: 12e Japanse kamp. in Hiroshima - 29.08,30

### 10 Eng. mijl
- 2009:  Himeji Castle - 47.57

### 20 km
- 1997:  Fuchu Tamagawa - 1:00.48

### halve marathon
- 2001:  halve marathon van Shibetsu - 1:06.06
- 2002: 4e halve marathon van Yamaguchi - 1:01.53
- 2002: 8e WK in Brussel - 1:01.37
- 2003:  halve marathon van Sapporo - 1:02.15
- 2007:  halve marathon van Sapporo - 1:01.38
- 2007: 9e WK in Udine - 1:00.25
- 2009:  halve marathon van Marugame - 1:02.24
- 2009:  halve marathon van Yamaguchi - 1:01.29
- 2009: 32e WK in Birmingham - 1:03.25

### marathon
- 2000: 4e marathon van Otsu - 2:09.50
- 2001: 11e marathon van Fukuoka - 2:14.41
- 2003: 5e marathon van Otsu - 2:08.50
- 2003: 10e WK in Parijs - 2:10.38
- 2004: 4e marathon van Otsu - 2:08.36
- 2005: 16e Chicago Marathon - 2:19.44
- 2007:  marathon van Beppu - 2:11.16
- 2007:  marathon van Fukuoka - 2:07.13
- 2008: 6e marathon van Peking - 2:23.50
- 2008: 76e OS in Peking - 2:41.08
- 2009: 8e marathon van Londen - 2:09.16
- 2009: 6e WK in Berlijn - 2:12.05
- 2010:  marathon van Tokio - 2:12.35
- 2012:  marathon van Osaka - 2:16.26